# My Fair Wesen
My Fair Wesen (conocido como Mi Fair Wesen en España y Mi Bella Wesen en Hispanoamérica) es el vigésimo episodio de la tercera temporada de la serie de televisión estadounidense de drama sobrenatural y policíaco: Grimm. El guion principal del episodio fue coescrito por los guionistas Thomas Ian Griffith y Rob Wright, y la dirección general estuvo a cargo de Clark Mathis. El episodio se transmitió originalmente el 2 de mayo del año 2014 por la cadena de televisión estadounidense NBC.
En el caso policial semanal aparece el cadáver de una joven sin sangre, con una enorme mordedura circular y vestida con ropa fina. Nick y Hank investigan el crimen, acompañados ahora por Trubel, que necesita aprender a ser grimm. Con una importante ayuda de Truble, la investigación los lleva hasta dos lebensaugers que explotan a chicas de orfanato, enseñándoles a comportarse como damas de alta sociedad para robar en tiendas caras. El comportamiento impulsivo de Truble la hace tomar conciencia de que tiene mucho que aprender. Ambas tramas juegan con la historia de Pigmalion -mencionada en el capítulo- y su versión teatral-cinematográfica My fair lady (Mi bella dama), a que alude el título. Una tercera trama muestra a Adalind recibiendo los pocos bienes que quedan de la herencia de su madre, entre los que se encuentra un extraño libro que solo puede abrirse con sangre. El episodio termina con una inquietante y brevísima escena: un anciano sentado en una silla tiene en sus manos una llave idéntica a la misteriosa llave que la tía Marie le dio a Nick poco antes de morir en el primer episodio, con el encargo de cuidarla con su vida.

## Título y epígrafe
El título My Fair Wesen (Mi bella wesen), alude al clásico musical y película estadounidense My fair lady, creado a su vez sobre la base de la obra de teatro Pigmalión (Pygmalion) de George Bernard Shaw, en la que un hombre rico y culto asume el desafío de transformar a una mujer pobre y sin cultura, en una dama (lady). El título se relaciona con las dos tramas principales del capítulo: la trama policial, en la que un lebensauger recluta jóvenes mujeres en los orfanatos para vestirlas y enseñarles modales de mujeres de clase alta que les facilite el robo en tiendas caras; y la trama de la relación personal entre Nick y Truble, en la que aquel debe enseñarle a ser grimm.
El epígrafe juega con la misma significación dada al título: la transformación de alguien desagradable en alguien agradable. Se trata de la frase culminante del célebre cuento del escritor danés Hans Christian Andersen, El patito feo (1843), tomada de la traducción al inglés realizada por H. P. Paull (1872):

Versión original en inglés
No longer a dark, gray bird, ugly and disgreeable to look at, but a graceful and beautiful swan.
Emisiones en español
HispanoaméricaYa no era una lúgubre ave gris, fea y desagradable a la vista, sino un cisne elegante y hermoso.
EspañaYa no era un pájaro feo, gris y desagradable, sino un cisne hermoso y grácil.

La frase completa está ubicada cerca del final del cuento y dice:

Inglés"Kill me," said the poor bird; and he bent his head down to the surface of the water, and awaited death. But what did he see in the clear stream below? His own image; no longer a dark, gray bird, ugly and disagreeable to look at, but a graceful and beautiful swan.
Español"Mátenme", dijo el pobre pájaro; e inclinó su cabeza hacia la superficie del agua, esperando la muerte. ¿Pero qué vio en el arroyo cristalino debajo de él? Su propia imagen: no ya un oscuro pájaro gris, feo y desagradable a la vista, sino un agraciado y bello cisne.

## Argumento
En el caso policial semanal aparece el cadáver de una joven sin sangre, con una enorme mordedura circular y vestida con ropa fina. Nick y Hank investigan el crimen, acompañados ahora por Trubel, que necesita aprender a ser grimm. Revisando los antiguos manuscritos de Nick, resulta obvio que el asesino es un lebensauger. Una vez identificada la víctima, resulta que tiene antecedentes de hurto en tiendas y que su última dirección es un orfanato. Mientras Nick y Hank preguntan sobre la víctima en el orfanato, Trubel se queda en el auto y ve que la compañera de cuarto de la joven asesinada es wesen. Nick y Hank vuelven sin mayores datos, lo que impulsa a Truble a bajar intempestivamente del auto y tomar del cuello a la joven, quien al darse cuenta de que Truble es una grimm, suplica por su vida y cuenta que su amiga trabajaba para una tal Donna, que suele andar por O'Bryant Square (plaza O'Bryant), en el centro de Portland, donde en la vida real suelen reunirse adictos a las drogas, prostitutas e indigentes. Nick interviene bruscamente, diciéndole a Truble que no puede hacer eso, pero los datos resultan decisivos para localizar al asesino, porque queda claro que alguien está reclutando chicas de la calle para vestirlas bien y transformarlas en ladronas. "El Pigmalión moderno", dice el capitán Sean Renard. Esa noche, observando en O'Bryant Square, Truble vuelve a actuar impulsivamente y se baja del auto para entrar a la plaza y simular ser una indigente mendigando monedas. Al poco tiempo se le aproxima una mujer que resulta ser Donna y luego de intercambiar algunas palabras, le ofrece empleo y la lleva al taller donde vive la banda, sin darle tiempo a Nick y Hank para seguirla. Ya en el taller, el lebensauger que dirige la banda intenta abusar sexualmente de Truble, por lo que debe luchar con él y Donna, que también es una lebensauger. Nick y Hunk llegan finalmente al taller durante la lucha, en el momento que Truble está matando a Donna, luego de recibir un mordisco en el brazo. Los dos policías disparan al otro lebensauger, matándolo también. Ya de vuelta en la casa Truble reconoce que no actuó bien: "No suelo ser la cazadora, me dejé llevar, necesito aprender más, espero que aún quieras ayudarme".
La relación entre Nick y Truble, también se extiende a Juliette -que acepta que conviva con ellos- y a Monroe y Rosalee. Los dos últimos especialmente se sienten muy asustados por la eventualidad de que la grimm los asesine sin miramientos. Pese a ello la reciben en su casa y le muestran como pueden transformarse (woge) ante ella, sin que pase nada.
Una tercera trama muestra a Adalind recibiendo los pocos bienes que quedan de la herencia de su madre, entre los que se encuentra un extraño libro que solo puede abrirse con sangre. El episodio termina con una inquietante y brevísima escena: un anciano sentado en una silla tiene en sus manos una llave idéntica a la misteriosa llave que la tía Marie le dio a Nick poco antes de morir en el primer episodio, con el encargo de cuidarla con su vida.

## Elenco regular
- David Giuntoli como Nick Burkhardt.
- Russell Hornsby como Hank Griffin.
- Bitsie Tulloch como Juliette Silverton.
- Silas Weir Mitchell como Monroe.
- Sasha Roiz como el capitán Renard.
- Bree Turner como Rosalee Calvert.
- Claire Coffee como Adalind Schade.
- Reggie Lee como el sargento Wu.